# Croce commemorativa delle operazioni di pace
La Croce commemorativa delle operazioni di pace all'estero fu istituita dal Governo italiano nel 1982 per i militari delle forze armate italiane che partecipavano alle missioni internazionali in Libano e Sinai, successivamente fu estesa a tutte le missioni ONU ed infine, nel 1986, si stabilì di generalizzarne il conferimento a tutte le missioni di pace fuori dal territorio nazionale.
Inoltre, nel 2005 fu istituita la Croce d'onore per coloro che, nel corso di missioni militari italiane all'estero, restavano vittime di atti di terrorismo o ostili.

## Croce commemorativa delle missioni di pace UNIFIL, Sinai, Libano e Mar Rosso
Con decreto del Ministero della difesa 4 novembre 1982, n. 776, poi modificato dal decreto del Ministero della Difesa 12 maggio 1983, n. 538, è stata istituita la Croce commemorativa, con nastrino e diploma, per il personale delle Forze armate italiane impegnato in missioni militari di pace presso la Forza delle Nazioni Unite in Libano (UNIFIL), presso la Forza Multinazionale e degli Osservatori (MFO) nel Sinai e presso la Forza Multinazionale per il Libano.
Con decreto del Ministero della difesa 20 maggio 1985, n. 411, il riconoscimento è stato esteso al personale civile della Difesa e alle infermiere volontarie della Croce Rossa Italiana che hanno preso parte alle missioni in Libano e nel Sinai, nonché al personale militare e civile della Difesa che, imbarcato su navi della Marina militare, ha partecipato alla Missione Mar Rosso.

### Insegne
La croce recava sul recto la dicitura "Per la Pace" ed al verso la dicitura "UNIFIL" o "Sinai" o "Libano" o "Mar Rosso".

## Croce commemorativa delle missioni di pace per conto delle Nazioni Unite
Con decreto interministeriale Difesa e Finanze 4 giugno 1984 è stata istituita la Croce commemorativa, con nastrino e diploma, per il personale delle Forze armate e della Guardia di Finanza che aveva partecipato a missioni di pace per conto dell'ONU, operando nelle zone d'intervento indicate dallo Stato Maggiore della Difesa ai sensi dell'articolo unico, secondo comma della legge 11 dicembre 1962, n. 1746.
Con decreto del Ministro della Difesa 22 maggio 1985, n. 412 la concessione è stata estesa anche al personale del Corpo Militare e del Corpo delle infermiere volontarie della Croce Rossa Italiana.
È stata la prima versione "generica", ma limitata ad operazioni ONU.

### Insegne
La croce era simile alla precedente, ma senza scritte sul verso.
Era stata prevista fin dall'inizio l'applicazione di stellette sul nastrino per marcare il numero delle missioni, ma non di fascette sul nastro.
| Nastrini   |            |            |                   |
| 1 missione | 2 missioni | 3 missioni | più di 3 missioni |

## Croce commemorativa per le missioni di pace all'estero
Con Decreto interministeriale Difesa e Finanze del 6 ottobre 1986, n. 1046 e successive modificazioni è stata istituita la Croce commemorativa, con nastrino e diploma per il personale:
- delle Forze Armate
- del Corpo della Guardia di Finanza
- del Corpo militare volontario e del Corpo delle infermiere volontarie della Croce Rossa Italiana
- civile della Difesa
- straniero, selezionato e benemerito dello Stato italiano
- della Polizia di Stato,[2]
- del Corpo nazionale dei vigili del fuoco
- civile dell'Interno
- del Corpo militare dell'ACISMOM,

che abbia prestato o presti servizio in una Forza o missione destinata al mantenimento della pace al di fuori del territorio nazionale in base ad accordi bilaterali o multilaterali o per conto dell'ONU.
È il Capo di Stato Maggiore della Difesa che indica con propria decretazione le Forze e le missioni che danno luogo alla concessione della decorazione, nonché le scritte da apporre sulla fascetta di bronzo e sul diploma.
Nel contempo sono stati abrogati tutti i precedenti decreti citati sopra, fermo restando la validità delle decorazioni concesse in base agli stessi, che però andranno indossate con le modalità stabilite con la nuova normativa.

### Criteri di eleggibilità
Il riconoscimento viene concesso al personale effettivamente messo a disposizione della Forza o della missione per un periodo complessivo non inferiore a 90 giorni per missioni di esclusiva osservazione o a 15 giorni negli altri casi, equiparati a 70 ore di volo per gli equipaggi di velivoli da trasporto.
Se la durata complessiva della missione di esclusiva osservazione è inferiore a 90 giorni ma non a 15 il riconoscimento viene comunque concesso a coloro che vi abbiano preso parte per l'intera durata.
Si prescinde dagli anzidetti limiti temporali nei confronti del personale che, nel corso dell'impiego presso la Forza o la missione, sia deceduto ovvero abbia riportato ferite o mutilazione o contratto malattie che ne abbiano determinato il ritiro.

### Insegne
Identiche alla precedente con alcune integrazioni.

#### Medaglia
Ha la forma di una croce patente a quattro braccia uguali, inscritta in un cerchio formato da due fronde di olivo di 40 mm. di diametro.
È in metallo argentato con attacco a nastro, pesa circa 25 g
Riporta sul recto, in rilievo, al centro, la scritta "Per la pace".
Nessuna dicitura sul verso.

#### Nastro
Di seta bianca, largo 37 mm, con al centro tre bande di quattro mm. ciascuna di colore verde, bianco e rosso, nell'ordine.

#### Fascette
A differenza delle precedenti, coloro che hanno partecipato a più forze o missioni decretate dal Capo di Stato Maggiore della Difesa, portano, secondo le modalità stabilite dal Regolamento sull'uniforme, una sola insegna apponendo sul nastro, per ogni decorazione ricevuta, una fascetta di metallo color bronzo raffigurante un serto d'olivo raccolto da un cartiglio sul quale è iscritta, in rilievo, la Forza o la missione oppure la denominazione dell'area geografica o nazione dove aveva avuto luogo l'intervento.
Le fascette ammesse sono:

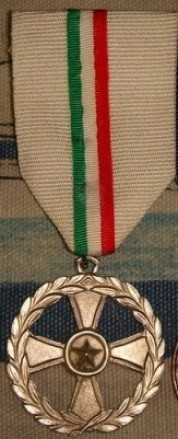
Il verso della medaglia.

- AIRONE: missione in Kurdistan (10 aprile – 17 ottobre 1991)
- BOSNIA: missioni in Bosnia Erzegovina dell'Unione europea UEPOL (1994-1997), della NATO IFOR e SFOR (1º dicembre 1995 – 1º dicembre 2004) e ALTHEA (dal 2 dicembre 2004) e delle Nazioni Unite IPTF (maggio 1997-giugno 2003) e EUPM (dal 2003)
- CAMBOGIA: missione UNCHR e UNTAC in Cambogia (21 aprile 1992 – 22 settembre 1993)
- DANUBIO: (dal 1º giugno 1993)
- ETIOPIA-ERITREA: missione UNMEE in Etiopia ed Eritrea (2000-2005)
- HEBRON: missione Temporary International Presence in Hebron-TIPH ad Hebron (dal 5 maggio 1994)
- JUGOSLAVIA: missione osservatori CEE in Slovenia, Croazia ed ora solo in Bosnia ed Erzegovina (dal 17 marzo 1991)
- KOSOVO: missione KFOR in Kosovo (dal 12 dicembre 1999)
- LIBANO: missione della Forza Multinazionale in Libano (MFL) (1982-1984)
- MAR Rosso: missione Operazione Red Sea Demining (agosto-ottobre 1984)
- MEDIO ORIENTE: missione UNTSO (dal 6 giugno 1958)
- MINURGA: missione in Guatemala (settembre 1994-maggio 1997)
- MOZAMBICO: missione Albatros in Mozambico (1º marzo 1993 – 1º aprile 1994)
- SAHARA: missione MINURSO nel Sahara occidentale (dal 29 aprile 1991)
- SINAI: missione Multinational Force and Observers-MFO nella penisola del Sinai (dal 29 aprile 1991)
- SUDAN: missione Nilo in Sudan  (9 gennaio 2005 – 20 dicembre 2005)
- TIMOR-EST: missione STABILIZE a Timor Est (22 settembre 1999 – 17 febbraio 2000)
- UNIFIL: missione UNIFIL in Libano (dal 1978)

Altre fascette recano le scritte:
- Cipro
- Congo
- Corea
- Israele
- Laos
- Pakistan
- Palestina
- Somalia
- Yemen

#### Nastrino
Coloro che hanno partecipato a più forze o missioni portano, secondo le modalità stabilite dal Regolamento sull'uniforme, un solo un nastrino, con gli stessi colori del nastro nell'identica sequenza, completato rispettivamente con una o due stellette di bronzo o una stelletta d'argento se le decorazioni sono rispettivamente due, tre o più di tre.
| Nastrini   |            |            |                   |
| 1 missione | 2 missioni | 3 missioni | più di 3 missioni |

### Diploma
Riporta i dati anagrafici dell'insignito, il reparto di appartenenza, la Forza o missione di impiego e la zona ove la Forza ha operato o dove la missione è stata svolta.